# گبن (قهرمان‌مرعش)
گبن (به لاتین: Geben) یک منطقهٔ مسکونی در ترکیه است که در آندیرلین واقع شده‌است. گبن ۲٬۱۲۷ نفر جمعیت دارد و ۱٬۳۶۰ متر بالاتر از سطح دریا واقع شده‌است.